# Schulzendorf
Schulzendorf település Németországban, azon belül Brandenburgban. Lakosainak száma 9665 fő (2023. december 31.).

## Népesség
A település népességének változása:
| Lakosok száma | 8167 | 8222 | 8945 | 9327 | 9575 | 9665 |
|               | 2017 | 2019 | 2020 | 2021 | 2022 | 2023 |